# Cocytius duponchel
Cocytius duponchel is een vlinder uit de familie van de pijlstaarten (Sphingidae). De wetenschappelijke naam van de soort werd in 1832 gepubliceerd door Felipe Poey y Aloy.

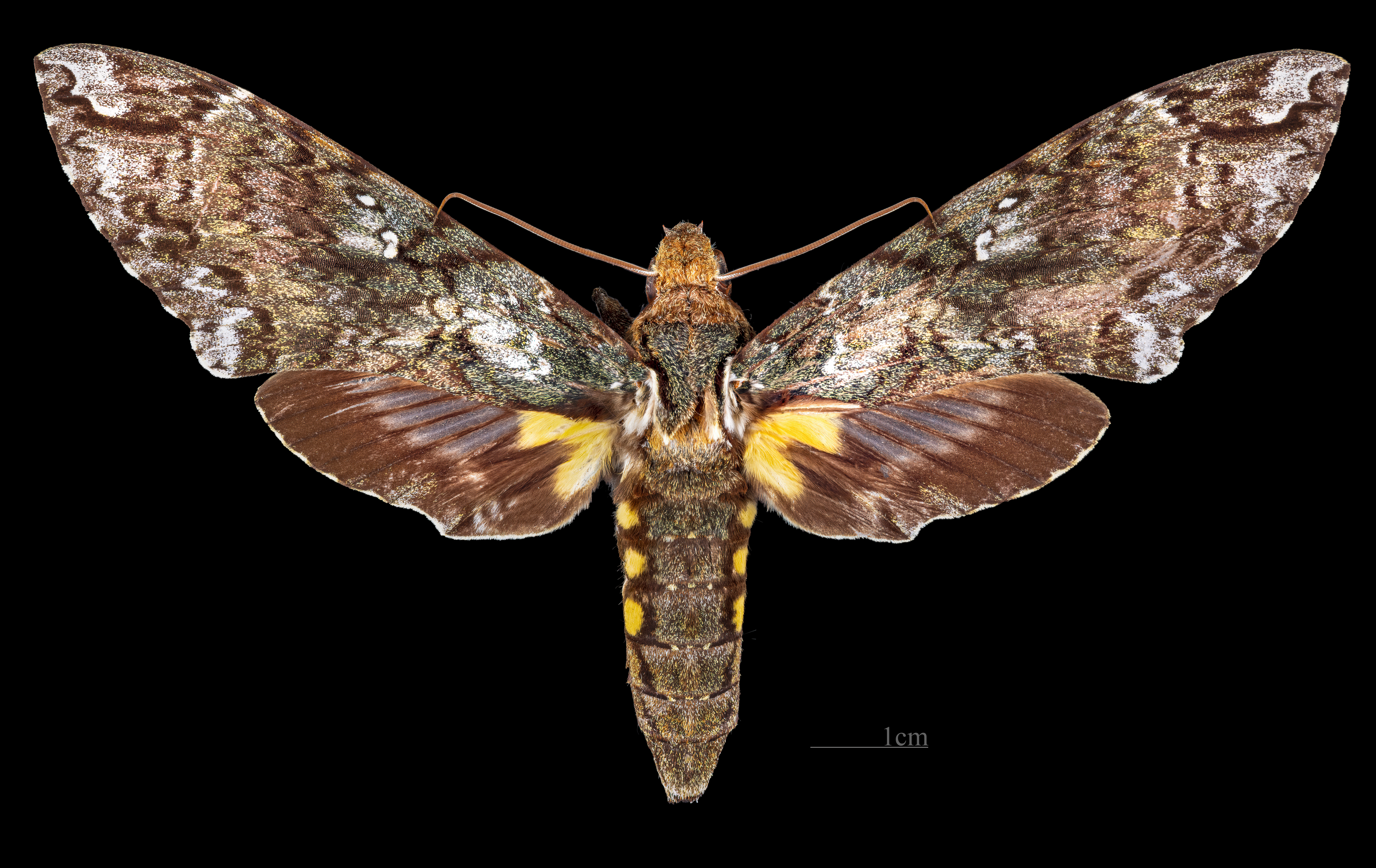
♀
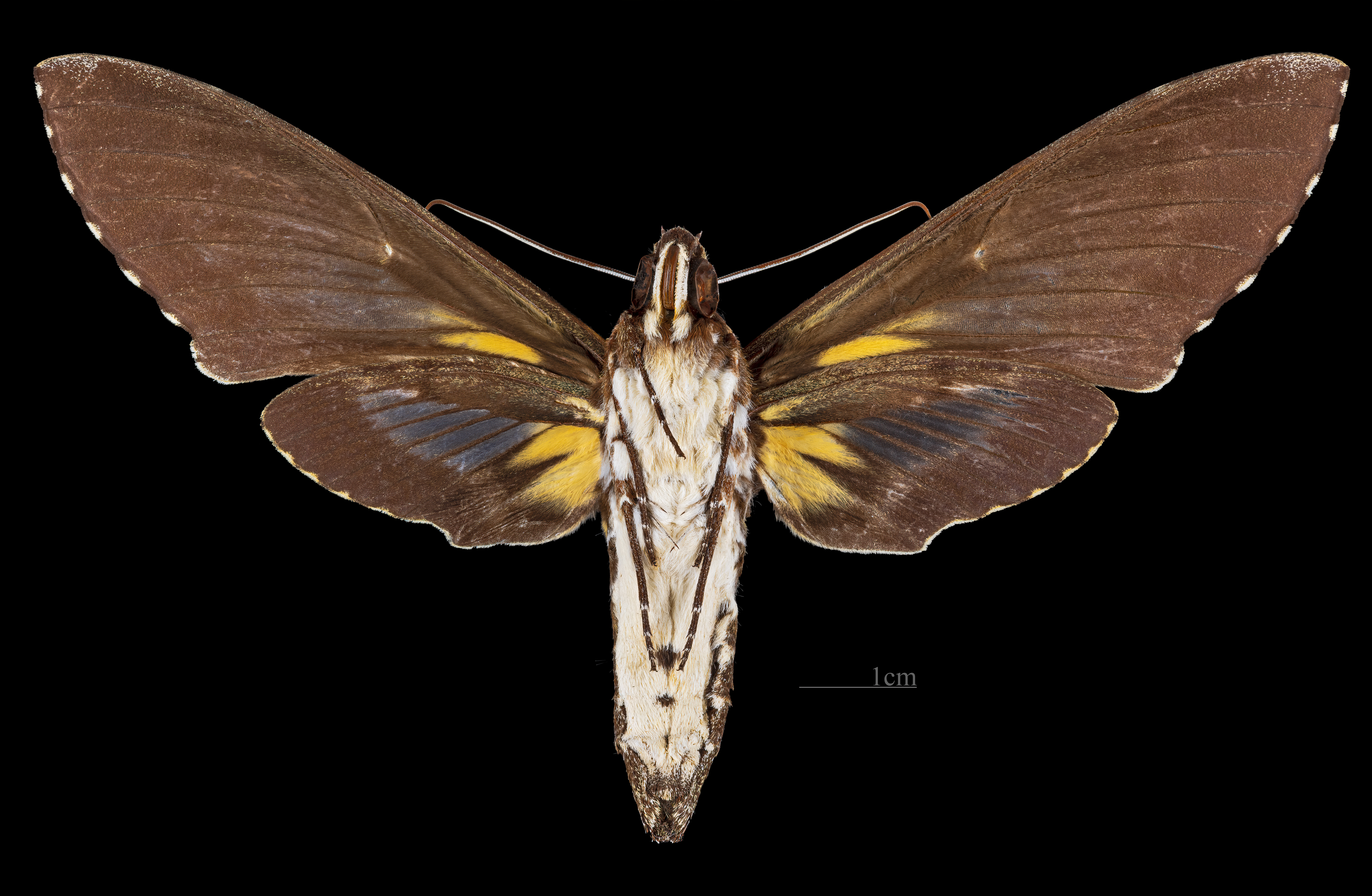
♀ △